# Zygaspis kafuensis
Zygaspis kafuensis är en ödleart som beskrevs av de brittiska herpetologerna Donald George Broadley och Sheila Broadley 1997. Zygaspis kafuensis ingår i släktet Zygaspis, och familjen Amphisbaenidae. IUCN kategoriserar arten globalt som otillräckligt studerad. Inga underarter finns listade.

## Utbredning
Zygaspis kafuensis förekommer endemiskt i centrala Zambia, där den är känd från några få exemplar vid några få lokaler.